# Hôtel de Ville (Châlons-en-Champagne)

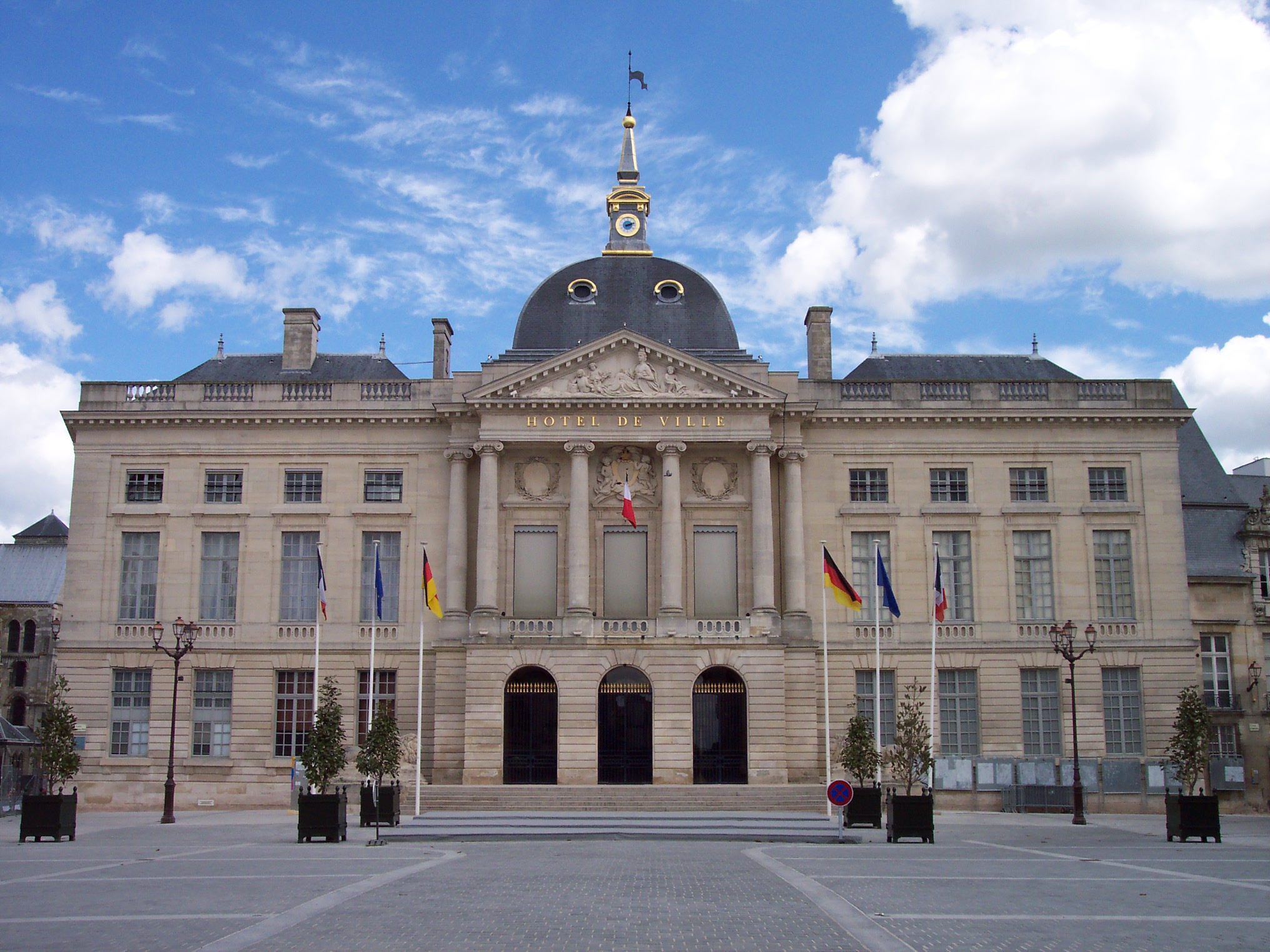
Rathaus von Châlons, Fassade (2004)

Das Rathaus von Châlons-en-Champagne (französisch Hôtel de Ville) ist ein klassizistisches Gebäude in der französischen Stadt Châlons-en-Champagne. Das Bauwerk wurde 1772 bis 1776 nach Plänen des Architekten Nicolas Durand errichtet und ersetzte einen Bau aus dem 16. Jahrhundert an derselben Stelle. Seit 1941 steht es unter Denkmalschutz.

## Lage
Das Rathaus befindet sich im Stadtzentrum von Châlons östlich der Marne. Es dominiert als östlicher Abschluss die Place du Maréchal Foch, einen nahezu quadratischen Platz, der als städtebauliches Ensemble von Durand gestaltet wurde. Das Gebäude stellt den östlichen End- und Fluchtpunkt der durch den Straßenzug Rue Jean Jaurès–Rue de la Marne gebildeten Ost-West-Achse dar, die auch die Marne überquert; seine Fassade und Kuppel sind noch von westlich der etwa 800 Meter entfernten Marnebrücke sichtbar.
Im Osten grenzt an die Rückseite des Gebäudes die Place Godart.

## Geschichte

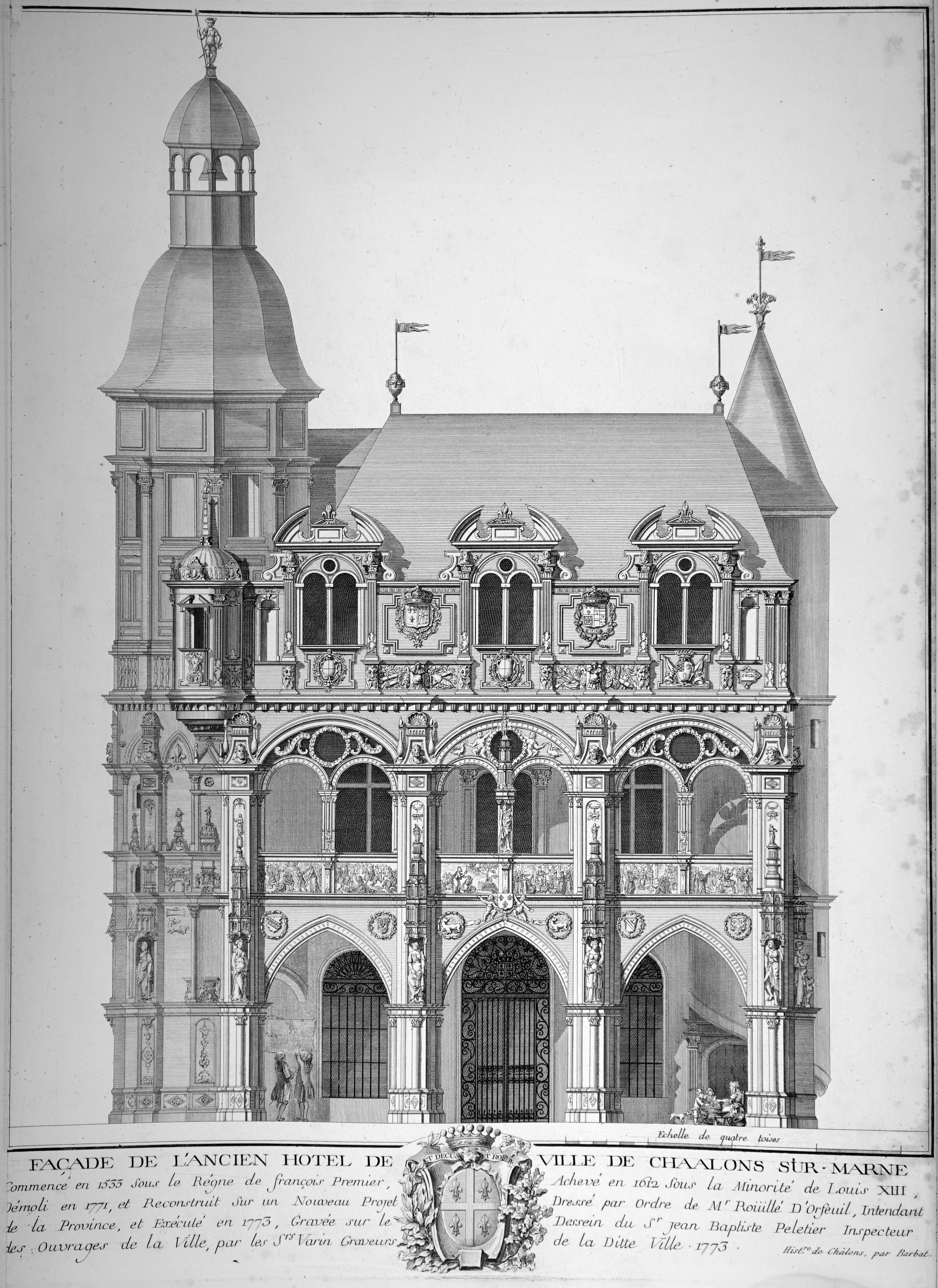
Ansicht des früheren Rathauses bis 1771

Im Mittelalter stand an der Stelle des heutigen Rathauses ein Hospiz. Im Jahr 1533 begannen an der Stelle die Bauarbeiten zu einem ersten Rathaus, das erst 1612 vollendet wurde. Dieses Gebäude mit einer stark ausgeschmückten Renaissance-Fassade erwies sich jedoch als wenig zweckmäßig. 1771 wurde es abgerissen, um Platz für das neue Bauwerk zu machen.
Der Bau des Rathauses geschah auf Anordnung des königlichen Rats (Conseil du Roi) per Erlass vom November 1771; veranlasst hatte ihn der Intendant der Provinz Champagne, Gaspard-Louis Rouillé d’Orfeuil, als Teil seiner Kampagne zur baulichen Aufwertung der Stadt. Der Grundstein für das Gebäude wurde im Juni 1772 gelegt; im Oktober 1776 war es fertiggestellt.

## Gestaltung des Gebäudes

### Funktionale Aspekte
Das Gebäude war als Mehrzweckbau bestimmt: der Nordflügel beherbergte den Rat der Stadt, der Südteil die Rechtspflegeorgane und der Ostflügel ein Gefängnis.

### Fassade
Die nach Westen ausgerichtete Fassade besteht aus zwei Seitenflügeln und einem zentralen Teil mit sechs Säulen mit ionischen Kapitellen und darüber einem Fronton. Diesen ziert ein Relief, das als Allegorie für die Stadt steht: eine Frau mit einer aus Befestigungstürmen geformten Krone ist umgeben von Putten mit den Erzeugnissen der Region: Trauben (für den Weinbau) und Weizenähren (für die Landwirtschaft). Unter dem Fronton befinden sich von Engelchen eingefasste Wappen. Auf dem mittleren Wappenschild befand sich zunächst ein Lilienbanner, das jedoch während der französischen Revolution abgeschlagen wurde.
Auf der Vortreppe befinden sich vier steinerne Löwen, die 1777 bis 1778 von dem Bildhauer Antoine Lépine geschaffen wurden. Sie wurden von Victor Hugo in seiner Reisebeschreibung Der Rhein als „einzig bemerkenswertes“ Merkmal des Gebäudes bezeichnet.

### Inneres

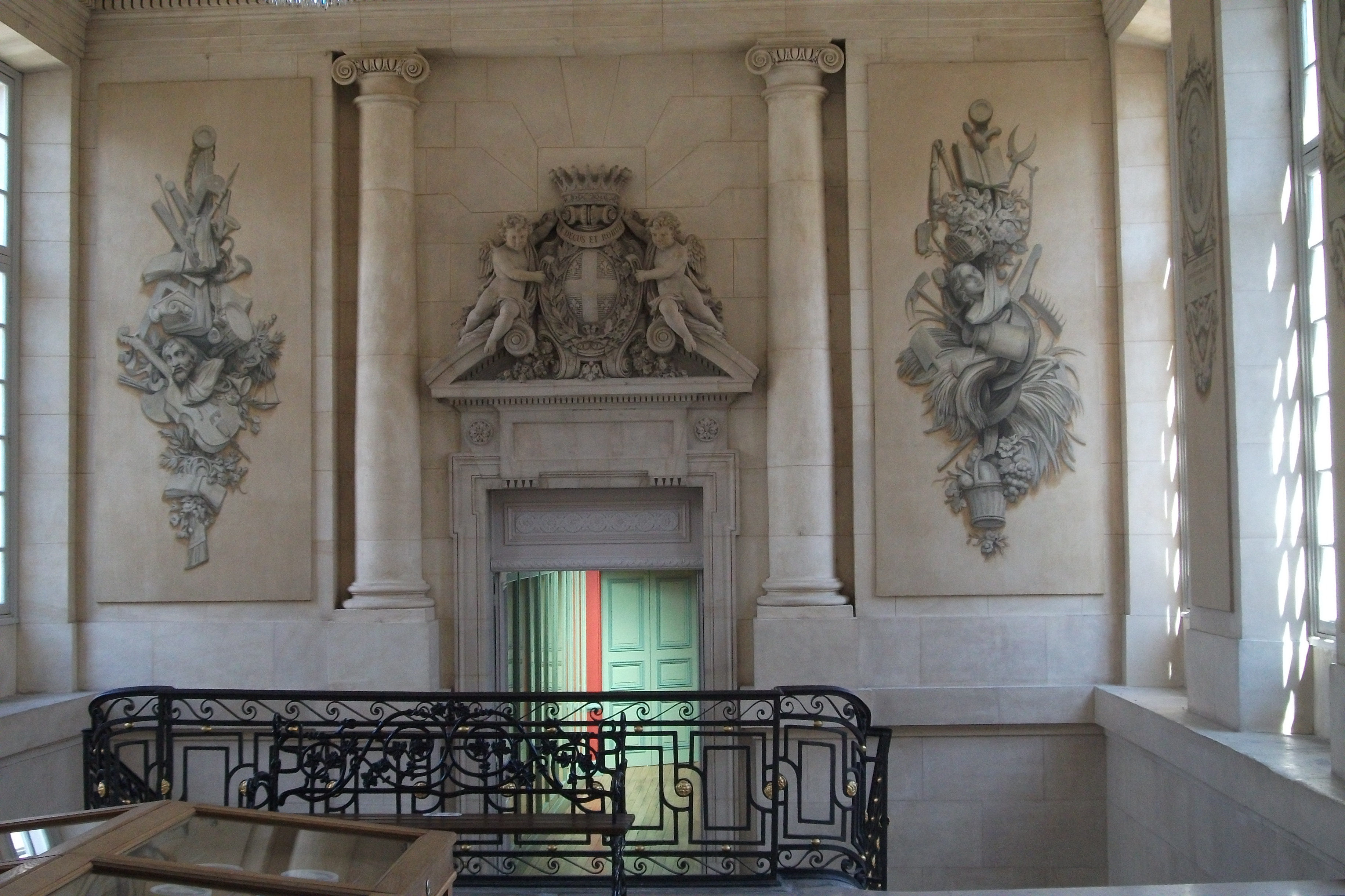
Erstes Stockwerk mit Stadtwappen und Treppe (2011)

Einrichtung und Ausschmückung dienen der Demonstration der Macht der städtischen Regierungsgewalt, so das Peristyl mit 28 dorischen Säulen, die schmiedeeiserne Monumentaltreppe im Louis-XVI-Stil, die Grisaillen im ersten Stockwerk, die zehn bekannte Persönlichkeiten der Stadt sowie die wesentlichen gewerblichen Tätigkeiten in der Stadt zu Anfang des 19. Jahrhunderts zeigen, oder auch das Stadtwappen mit der lateinischen Devise Et decus et robur (Ruhm und Kraft).

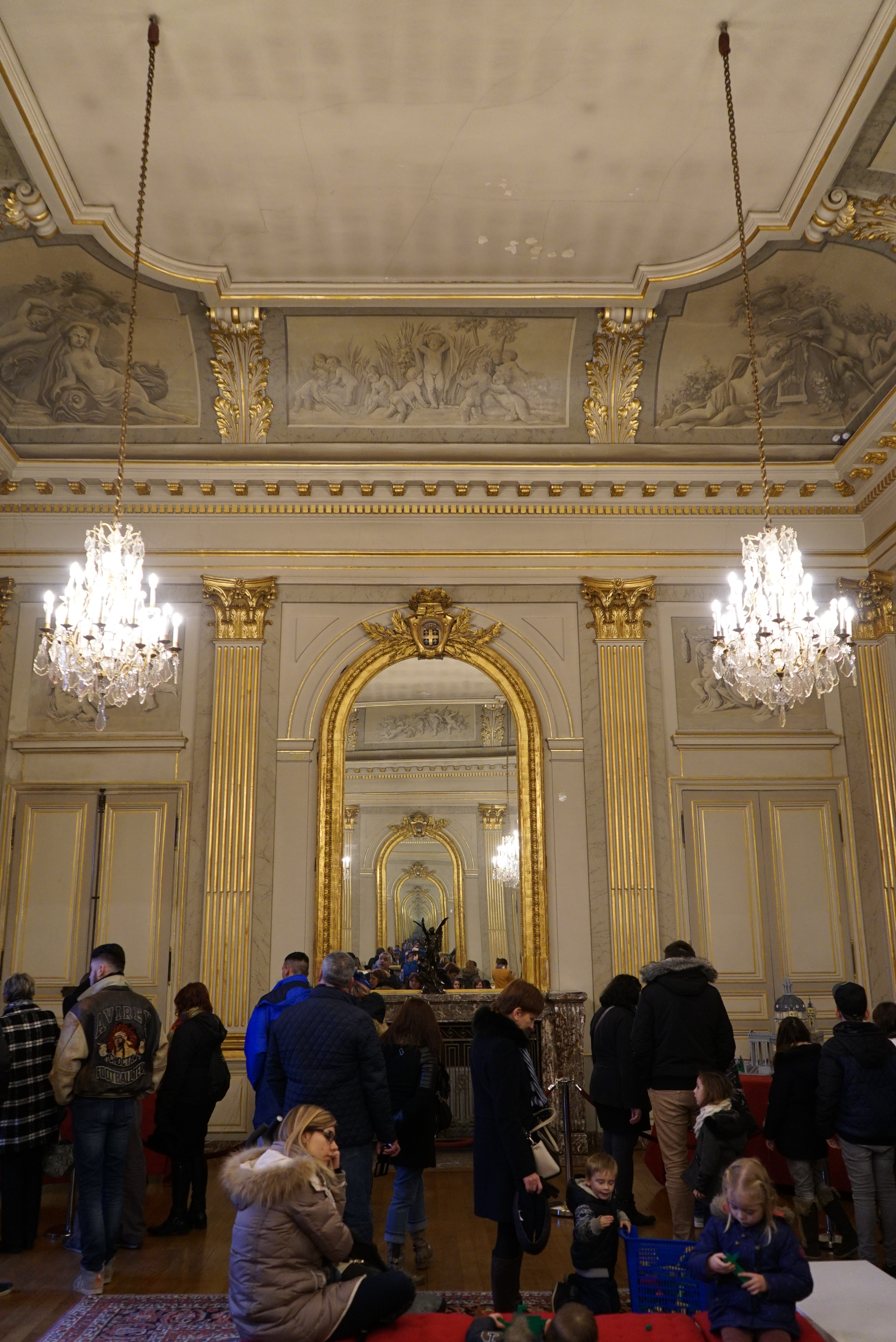
Grand Salon (2017)

Das Hauptportal des ersten Stockwerks führt in den Großen Saal (Grand Salon), der einst als Ballsaal genutzt wurde und heute für Trauungen dient. Er ist ausgeschmückt mit Pilastern, deren korinthische Kapitelle mit Blattgold besetzt sind. An der Decke befinden sich Grisaillen von Jean-Baptiste Lallement. Der angrenzende Ratssaal dient den 43 Stadträten und 57 Verordneten des Gemeindeverbandes als Sitzungssaal. In derselben Etage befindet sich das ebenfalls reich ausgeschmückte Büro des Bürgermeisters, das im Rahmen der European Heritage Days besichtigt werden kann.